# Seweryn Widt

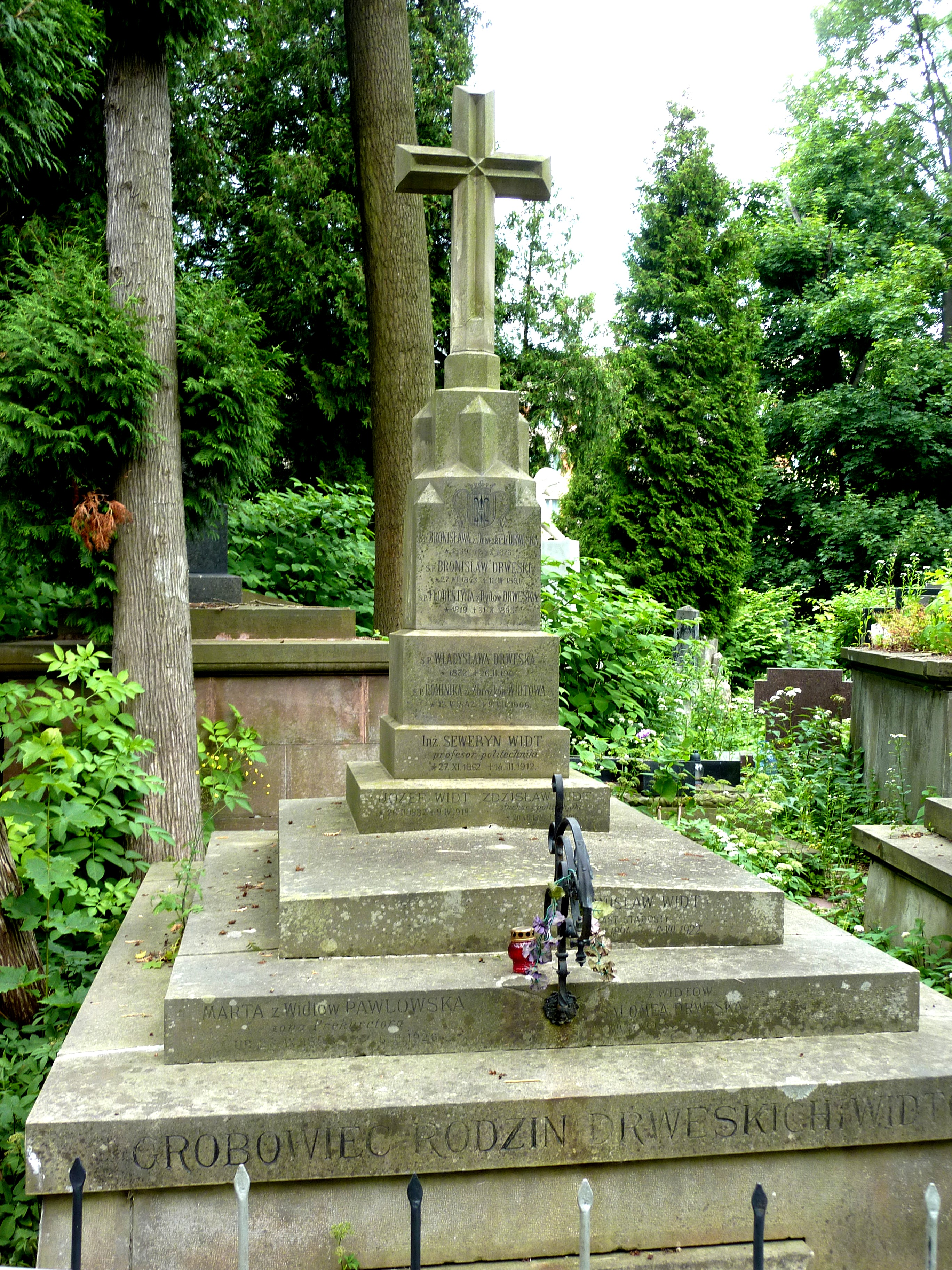
grobowiec na Cmentarzu Łyczakowskim we Lwowie

Seweryn Widt (ur. 27 listopada 1862 w Samborze, zm. 14 marca 1912 w Davos) – polski inżynier geodeta, rektor i profesor zwyczajny Politechniki Lwowskiej.

## Życiorys
Uczył się w szkole realnej we Lwowie. W latach 1880–1885 studiował na Wydziale Inżynieryjnym Politechniki Lwowskiej. W czasie studiów został w Katedrze Geodezji asystentem profesora Dominika Zbrożka, założyciela polskiej linii lwowskiej szkoły geodezyjnej. Zdał egzamin państwowy z odznaczeniem. Następnie, po otrzymaniu stypendium im. cesarza Franciszka Józefa przez cztery lata kontynuował studia na uniwersytetach w Wiedniu i w Berlinie, na politechnikach w Charlottenburgu i w Hanowerze. Pracował także jako asystent w instytutach w Niemczech i we Francji.
W 1890 powrócił do Lwowa i uzyskał uprawnienia inżyniera cywilnego. Po powrocie objął wykłady z geodezji, lecz w tym samym roku ponownie wyjechał w celach naukowych. Od 1891 był zastępcą profesora geodezji na Politechnice Lwowskiej, prowadząc jednocześnie wykłady w szkole przemysłowej we Lwowie z geodezji II. Po uzyskaniu docentury w Wyższej Szkole Leśnej, gdzie wykładał inżynierię leśną i rysunek techniczny (do 1903), został kierownikiem utworzonej w 1894 Katedry Miernictwa lwowskiej Politechniki. W 1894 został mianowany profesorem nadzwyczajnym, a w 1897 profesorem zwyczajnym Politechniki Lwowskiej. Był kierownikiem, utworzonej w 1894 roku, Katedry Miernictwa. W roku akademickim 1905/1906 został wybrany rektorem tej uczelni. Po 1900 podupadł na zdrowiu, a po operacji nie powrócił do pełni sił, co spowodowało, iż wiele z jego prac pozostało w rękopisach. 
Opublikowane zostały dwie pozycje: czterotomowe "Miernictwo" (1899) oraz wydane wspólnie z Wacławem Laską "Miernictwo" z 1903. Jego wykłady przyczyniły się do popularyzacji geodezji w środowisku technicznym.